# Winnetou
Winnetou es un héroe ficticio nativo americano que aparece en varias novelas en alemán escritas por Karl May (1842-1912), uno de los escritores alemanes más vendidos de todos los tiempos, con unos 200 millones de copias en todo el mundo, incluyendo la trilogía de Winnetou. El personaje hizo su primera aparición en la novela Old Firehand (1875; también llamada en alemán Aus der Mappe eines Vielgereisten).

## Historias
Según la historia de Karl May, Old Shatterhand (el narrador en primera persona) encuentra al apache Winnetou, y tras dramáticos eventos iniciales, surge entre ellos una verdadera amistad; en muchas ocasiones demuestra gran habilidad para la lucha, pero también compasión hacia otros seres humanos. El personaje ilustra la creencia en una "bondad" innata de la humanidad, si bien una constantemente amenazada por enemigos con malas intenciones.
Sentimientos y valores cristianos no dogmáticos juegan un importante papel en estas historias, y los héroes de May son descritos a menudo como germano-estadounidenses.
Winnetou se convertiría en las historias en jefe de la tribu de los apaches mescaleros (y de los apaches en general, incluyendo a los navajos) tras el asesinato de su padre Intschu-tschuna y su hermana Nscho-tschi a manos del bandido blanco Santer. Montaba un caballo de nombre Iltschi ("Viento") y portaba un famoso rifle de nombre Silberbüchse (que traduce "La pistola plateada," un rifle de dos cañones cuya culata estaba decorada con broches plateados). Old Shatterhand se convirtió en el hermano de sangre de Winnetou y cabalgaba en el caballo hermano de Iltschi, de nombre Hatatitla (Relámpago). En varias adaptaciones, Winnetou se refería a sí mismo en tercera persona.

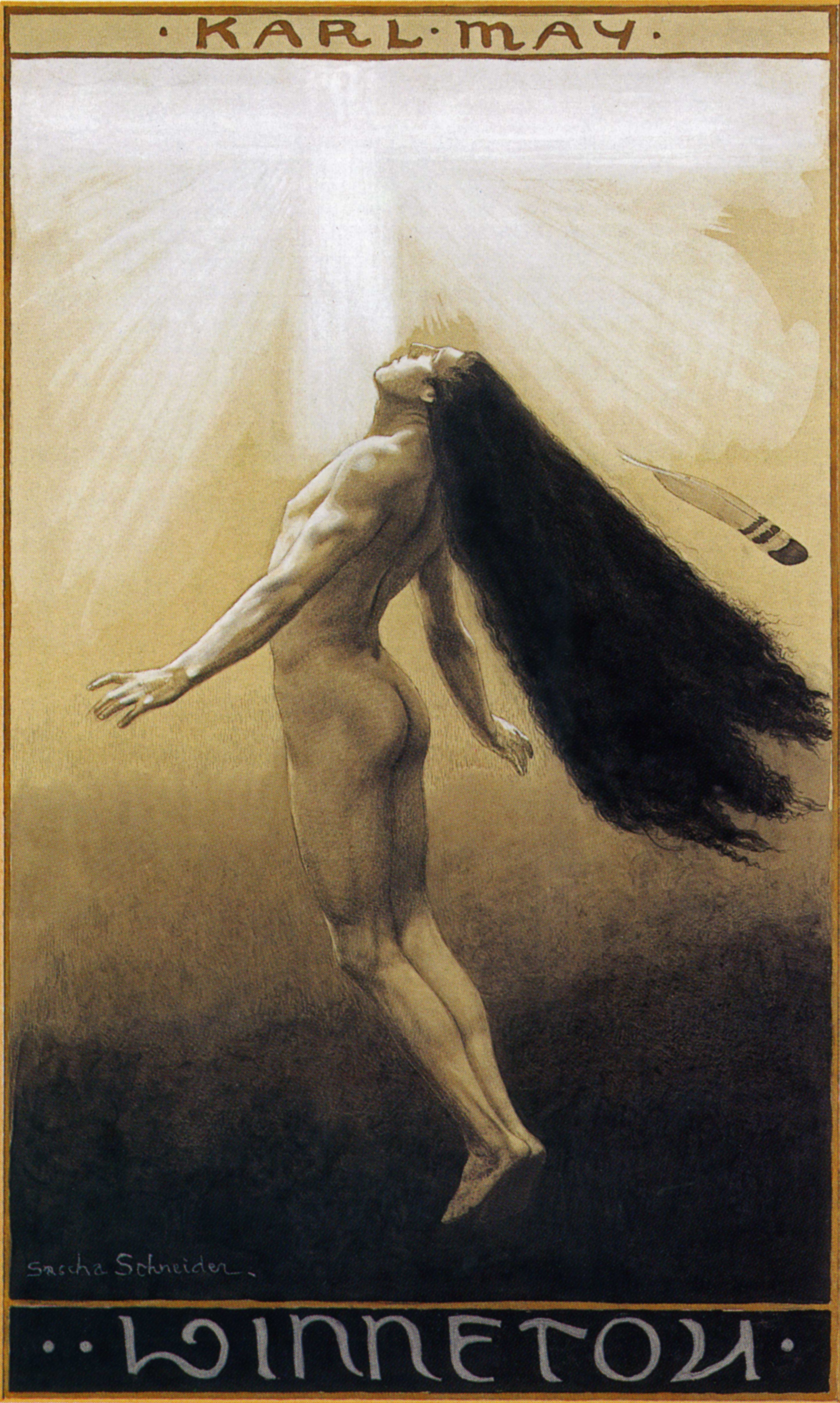
La muerte de Winnetou o La ascensión de Winnetou, carátula de Winnetou III de Sascha Schneider (1904)

Las novelas de Winnetou de Karl May simbolizan, en alguna medida, un deseo romántico por una vida más sencilla en contacto estrecho con la naturaleza. La popularidad de la serie se debe en gran parte a la capacidad de las historias de tentar fantasías que muchos europeos ya tenían respecto a este entorno más indómito. La secuela se ha convertido en el origen de festivales de teatro en honor al héroe apache de Karl May, y los primeros de estos festivales regulares (llamados Karl-May-Spiele) se organizaron entre 1938 y 1941 en Rathen, Sajonia. Alemania Oriental reinició esas obras de teatro al aire libre en 1984. En Alemania Occidental, el Karl-May-Festspiele en Bad Segeberg empezó en 1950 y luego se expandió a lugares como Lennestadt-Elspe.
Las historias eran tan populares que la Alemania nazi no las prohibió a pesar de que trataban heroicamente a personas de color; en cambio, se argumentaba que las historias demostraban que la caída de los pueblos aborígenes estadounidenses había sido causada por una falta de conciencia racial.
Los héroes de May se basaron en arquetipos de la cultura germánica y no tenían casi nada que ver con las culturas nativas americanas reales. "Winnetou es noble porque combina los aspectos más elevados de culturas indias por lo demás 'decadentes' con la adopción natural de los rasgos románticos y cristianos de la perspectiva de Karl May sobre la civilización germana. Mientras agoniza, el apache Winnetou le pide a unos colonos que le canten un Ave María, y su muerte es santificada por su tranquila conversión al cristianismo."
En la década de 1960, el noble y actor francés Pierre Brice interpretó a Winnetou en varias películas coproducidas por productores germano-yugoslavos. Inicialmente, Brice no estaba muy entusiasmado con el papel que compartiría junto a Lex Barker, pero su texto muy reducido y su obra de teatro llevaron a Winnetou a la vida real en Alemania. Brice no solo se convirtió en una estrella en Alemania, sino también en un importante contribuyente a la reconciliación germano-francesa.

## Características
Winnetou es un nativo americano perteneciente a la tribu apache, de la que llegó a ser jefe, sucediendo a su padre, Intschu-tschuna, a la muerte de éste. Según las novelas, su nombre significa "agua ardiente" en la lengua apache. Incluso antes de conocer Old Shatterhand tuvo un mentor blanco en la forma de Klekih-petra, un viajero alemán adoptado por la tribu. Tiene una hermana menor llamada Ntscho-tschi. Estaba enamorado de Ribanna, hija del jefe Assiniboin, pero ésta se casó con otro hombre y más tarde fue asesinada. Después de esto, no hay más mención de otros intereses románticos del apache.
Tanto en términos físicos como de personalidad, el personaje sufrió fuertes transformaciones a medida que avanzaba la saga literaria. En su primera aparición, en 1878, se le describe como un hombre no demasiado alto y robusto de unos cincuenta años. Puede ser despiadado, llegando a cortar las cabelleras de sus enemigos muertos. En las siguientes apariciones se le idealiza cada vez más, encarnando el estereotipo del "salvaje noble." Orgulloso y digno, se convierte en un amante de la paz y la justicia, y suele renunciar a la venganza y trata de evitar la violencia, resultando moralmente superior a la mayoría de personajes blancos que aparecen en las mismas historias. Con todo, es valiente y experto en el combate cuerpo a cuerpo y con armas (en particular el tomahawk y la daga), además de ser un excelente tirador y jinete. Domina en las historias varias lenguas indias y el inglés, y ha viajado mucho fuera de los Estados Unidos, visitando a su amigo Old Shatterhand en Dresde y acompañándole en un viaje al norte de África. En comparación con su gran amigo y hermano de sangre, Old Shatterhand, que también es descrito como astuto, valiente y experto en prácticamente todo, Winnetou aparece más tímido y silencioso, y suele dejar que su compañero hable. Solo Old Shatterhand y otros héroes de su talla, como Surehand y Firehand, gozan de su confianza. 

## Historias originales alemanas de Winnetou

### Historias de viaje
- Viejo mano de fuego (1875)
- Winnetou (1878, se cambia el personaje titular Inn-nu-wo, der Indianerhäuptling (1875))
- Im fernen Westen (1879, revisión de Old Firehand, luego revisada para Winnetou II )
- Deadly Dust (1880, luego revisado para Winnetou III' )
- Mueren ambos destrozados (1882)
- Ein Oelbrand (1882/83)
- Im "wilden Westen" Nordamerika's (1882/83, luego revisado para Winnetou III )
- Der Scout (1888/89, luego revisado para Winnetou II )
- Winnetou I (1893, temporalmente también titulado como Winnetou der Rote Gentleman I )
- Winnetou II (1893, temporalmente también titulado como Winnetou der Rote Gentleman II )
- Winnetou III (1893, temporalmente también titulado como Winnetou der Rote Gentleman III )
- Viejo Surehand I (1894)
- Viejo Surehand II (1895)
- Viejo Surehand III (1896)
- Satanás e Ichariot I (1896)
- Satanás und Ichariot II (1897)
- Satanás und Ichariot III (1897)
- Gott läßt sich nicht spotten (dentro de Auf fremden Pfaden, 1897)
- Ein Blizzard (dentro de Auf fremden Pfaden, 1897)
- Mutterliebe (1897/98)
- Weihnacht! (1897)
- Winnetou IV (1910)

### Ficción juvenil
- Im fernen Westen (1879, revisión de Old Firehand )
- Unter der Windhose (1886, más tarde también dentro de Old Surehand II )
- Der Sohn des Bärenjägers (1887, dentro de Die Helden des Westens desde 1890)
- Der Geist des Llano estakado (1888, dentro de Die Helden des Westens desde 1890)
- Der Schatz im Silbersee (1890/91)
- Der Oelprinz (1893/94)
- El Mustang negro (1896/97)

### Otras obras
- Auf der See gefangen (1878/1879, también titulado Auf hoher See gefangen )

## Adaptaciones a historietas
En la década de 1950, el dibujante de cómics croata Walter Neugebauer terminó su adaptación a historietas de la década de 1930 de las historias de Karl May. El dibujante serbio Aleksandar Hecl también hizo lo propio.

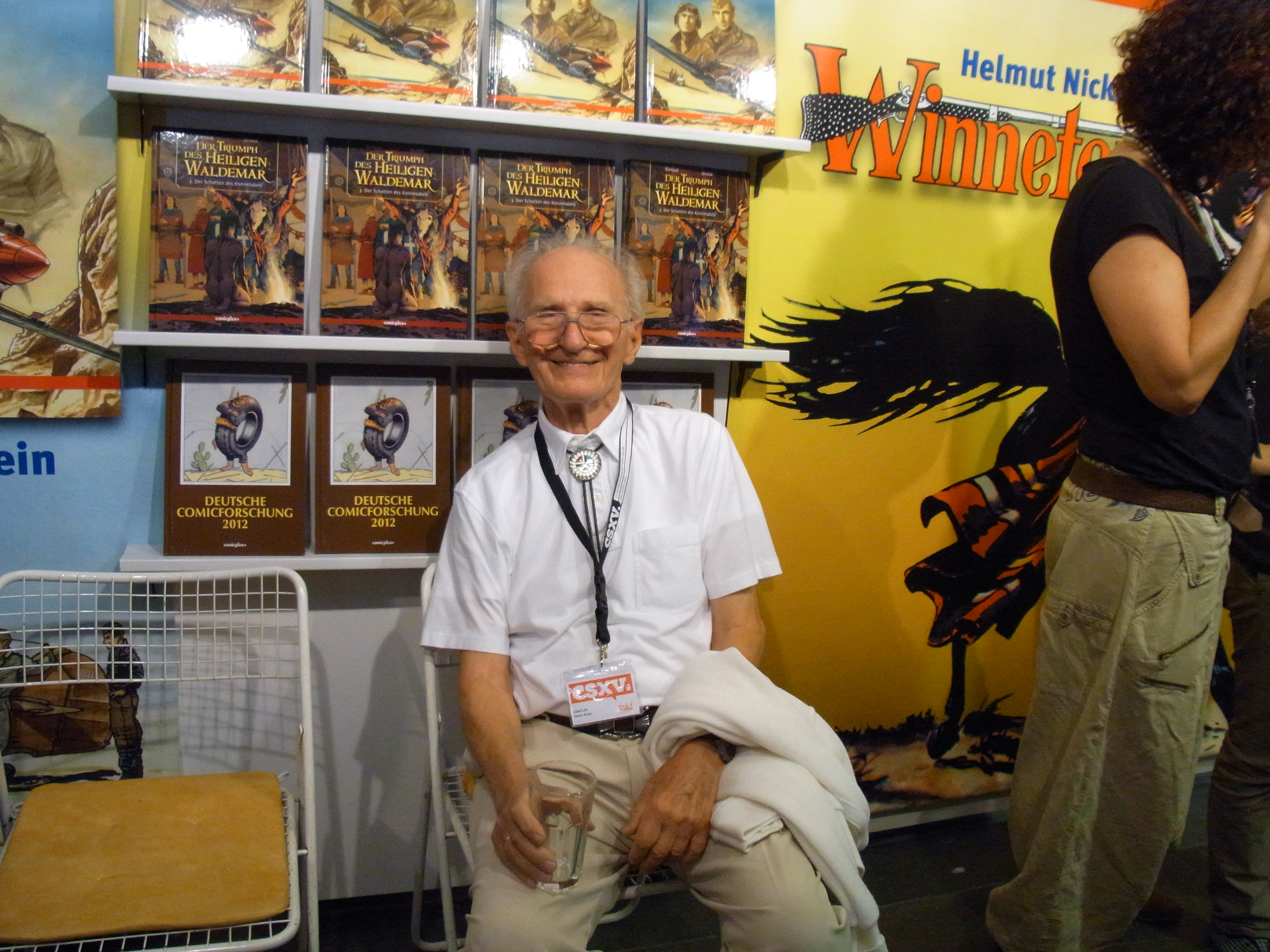
Helmut Nickel en la ed. del 2012 del Comic-Salon Erlangen

El dibujante belga Willy Vandersteen creó una serie entera de historietas basada en las historias de May, titulada simplemente Karl May (1962-1977). El guionista y dibujante español Juan Arranz realizó adaptaciones de historietas de Winnetou más notables para el semanario de historietas holandés Sjors desde 1963 hasta 1970. La mayoría de estas historias fueron también publicadas en álbumes de historietas y distribuidas a otros países europeos. Dos autores húngaros, Horváth Tibor y Zórád Ernö, colaboraron en otra versión en historietas en 1957. En Alemania, Helmut Nickel también adaptó el material original, que se publicó quincenalmente entre 1962 y 1966.

## Películas de Karl May con el personaje de Winnetou
En todas estas películas, Winnetou fue interpretado por el actor francés Pierre Brice, quien usualmente hacía pareja con Lex Barker (en el papel de Old Shatterhand). La música de todas las películas de Winnetou (en las que su famosa melodía era tocada en la armónica por Johnny Müller) fue compuesta por el compositor alemán Martin Böttcher, con excepción de Old Shatterhand, que fue compuesta por el compositor italiano Riz Ortolani, y deWinnetou und sein Freund Old Firehand, compuesta por el compositor alemán Peter Thomas. Las películas tuvieron tanto éxito en Alemania que sus presupuestos pudieron aumentar casi cada vez. El rodaje principal se hacía usualmente en el parque nacional de Palkenica, en Croacia. Las primeras películas precedieron al género del Spaghetti Western.
1. Der Schatz im Silbersee (1962) — Treasure of Silver Lake (1965) (Alemania) (Yugoslavia)
2. Winnetou 1. Teil (1963) — Apache Gold (1965) (Alemania) (Yugoslavia)
3. Viejo Shatterhand (1964) — Apaches' Last Battle (1964) (Reino Unido) (Yugoslavia)
4. Winnetou-2. Teil (1964) — Last of the Renegades (1966) (Reino Unido) (Alemania) (Yugoslavia)
5. Unter Geiern (1964) — Frontier Hellcat (1966) (Alemania) (Yugoslavia)
6. Der Ölprinz (1965) — Alboroto en Apache Wells (1965) (Yugoslavia)
7. Winnetou- 3. Teil (1965) - Winnetou: The Desperado Trail (1965) (Alemania) (Yugoslavia)
8. Viejo Surehand 1. Teil (1965) — Flaming Frontier (1969) (Alemania) (Yugoslavia)
9. Winnetou und das Halbblut Apanatschi (1966) — Winnetou and the Crossbreed (1973) (Alemania) (Yugoslavia)
10. Winnetou und sein Freund Old Firehand (1966) — Winnetou y Old Firehand a.k.a. Trueno en la frontera (1966) (Alemania) (Yugoslavia)
11. Winnetou und Shatterhand im Tal der Toten (1968) — El Valle de la Muerte (1968) (Alemania) (Yugoslavia)

Todas las películas de Winnetou están disponibles en VHS en formato PAL- algunas dobladas a otros idiomas. Winnetou I–III, Der Schatz im Silbersee, Old Shatterhand y Winnetou und Shatterhand im Tal der Toten también están disponibles en DVD (código de región 2), pero solo en alemán. En 2004-2005, las películas que faltaban también iban a reaparecer en DVD.
En abril de 2009, los DVDs de las películas remasterizadas aprobadas se emitieron en la República Checa y se vendieron como suplemento al periódico Metro por 50 coronas checas. Todas las películas están dobladas al checo y al alemán, con subtítulos en checo y eslovaco.

## Miniseries de televisión
También en estas series de televisión, Winnetou fue interpretado por Brice.
- Mein Freund Winnetou (1980) — Mi amigo Winnetou — Winnetou el Mescalero, 7 episodios de 52 min.
- Winnetous Rückkehr ("El regreso de Winnetou") (1998), 2 partes, 171 min. en total
- Documental de CBC https://www.cbc.ca/cbcdocspov/episodes/searching-for-winnetou

En 2016 apareció Winnetou (película de 2016), una versión modernizada de las películas clásicas en tres partes dirigida por Philipp Stölzl y protagonizada por Nik Xhelilaj en el rol de Winnetou.

## En la cultura popular
- La ilustración del álbum Entertainment! de Gang of Four incluye una imagen extensamente procesada de una película de Winnetou.
- La canción "Mein Bester Freund" ("Mi mejor amigo") del álbum Das Leben ist grausam (1991) de Die Prinzen, menciona a Winnetou en una breve lista de héroes, junto con Robin Hood y Sherlock Holmes.
- En 2001, Michael Herbig dirigió una parodia de las películas de Winnetou, titulada Der Schuh des Manitu. Esta película se basó en varios sketches del programa de televisión Bullyparade de Herbig. En Bullyparade – Der Film, que también fue dirigida por Herbig, Winnetou es uno de los personajes principales en el episodio Winnetou enamorado.
- El director Quentin Tarantino mencionó a Winnetou en su película de 2009 Inglourious Basterds.